# Piazza Ottocalli
Piazza Ottocalli è una piazza di Napoli nel quartiere San Carlo all'Arena. Il nome "Ottocalli" deriva dagli otto cavalli di dazio che si pagavano in quel punto per entrare in città: il cavallo era una moneta di rame coniata a Napoli sotto numerosi sovrani.

## Storia
La piazza anticamente era conosciuta per la presenza di una colonna: “Qui vedesi un'antica chiesa dedicata ai Santi Giovanni e Paolo… qui vi è una curiosità da notarsi. Avanti di questa chiesa, vi è una colonna: nei tempi andati, quando i contadini avevano siccità , si portavano dal vicario, e questi processionalmente col clero, alla detta chiesa, dalla parte destra della colonna, dicevano l'orazione e la pioggia era evidente: quando volevano impetrare la serenità, facevano lo stesso, ma dalla sinistra. Fu questa dall'Arcivescovo dichiarata superstizione, e come tale abolita.” La colonna venne fatta abbattere dall'arcivescovo Annibale di Capua nel 1590, per impedire questi rituali ritenuti pagani.
Negli anni 1930 il quartiere intorno alla piazza è interessato da alcuni interventi di edilizia pubblica previsti dall'Istituto Autonomo Case Popolari, vedendo eretto un edificio progettato dall'architetta napoletana Stefania Filo Speziale. Dal 1991 si erge nella piazza il busto del tenore Enrico Caruso, oltre ai pilastri della sovrastante tangenziale.